# ホフマン島 (ゼムリャフランツァヨシファ)
ホフマン島(ホフマンとう、ロシア語: Остров Гофмана)は北極海の一部であるバレンツ海に位置するロシア連邦領ゼムリャフランツァヨシファにある島である。1874年にオーストリア＝ハンガリー帝国の探検家、ユリウス・フォン・パイアーにより発見され、ドイツの地質学者カール・フリードリヒ・ホフマン（1796-1842）に敬意を表して名付けられた 。